# Вулиця Героїв «Азову» (Полтава)
Вулиця Героїв «Азову» — одна із вулиць Полтави, розташована у Подільському районі міста. Пролягає від вулиці Небесної Сотні до Панянки. До вулиці Героїв «Азову» прилучаються: провулки Ламаний, Петра Ротача і вулиця Старий Поділ.

## Історія
Вулиця Героїв «Азову» — одна з двох найстаріших вулиць Подолу. У 1887 році мала назву Миколаївська. На розі Миколаївської вулиці і Різдвяної (нині — нижня частина вулиці Небесної Сотні) знаходилася церква Різдва Богородиці, було декілька провулків. А на місці, де зараз розмістився Полтавський млинкомбінат (вул. Небесної Сотні, 69), знаходився борошномельний паровий млин М. Молдавського.
Під час Німецько-радянської війни серйозно постраждала. До 1960-х років переважно мала приватну одноповерхову забудову. Наприкінці 1960-х — початку 1970-х почала жваво забудовуватися сучасними багатоповерховими житловими і адміністративними будинками. Остаточно існуючий сьогодні вигляд отримала на початку нового сторіччя.
За радянських часів носила назву вулиця Пролетарська, внаслідок деколонізації в Україні у 2016 році була перейменована на вулицю Анатолія Кукоби, проте нова назва теж підпадала під дію закону про деколонізацію. У 2024 році вулицю було перейменовано на вулицю Героїв «Азову».

## Сьогодення
Сьогодні вулиця Героїв «Азову» — адміністративний центр Подільського району міста. Забудована головним чином 3-х і 5-ти поверховими будинками післявоєнного спорудження, в нижніх поверхах яких розташовано установи, кафе, магазини. В північній частині вулиці знаходиться Подільська районна рада (вул. Героїв "Азову", 39).
На вулиці розташовані дві загальноосвітні школи — 2-га (вул. Героїв «Азову», 10), 20-а (вул. Героїв «Азову», 25), стадіон «Локомотив» .

## Галерея

Вулиця з боку перехрестя з вулицею Небесної Сотні
Середня частина вулиці. Праворуч середня школа № 2
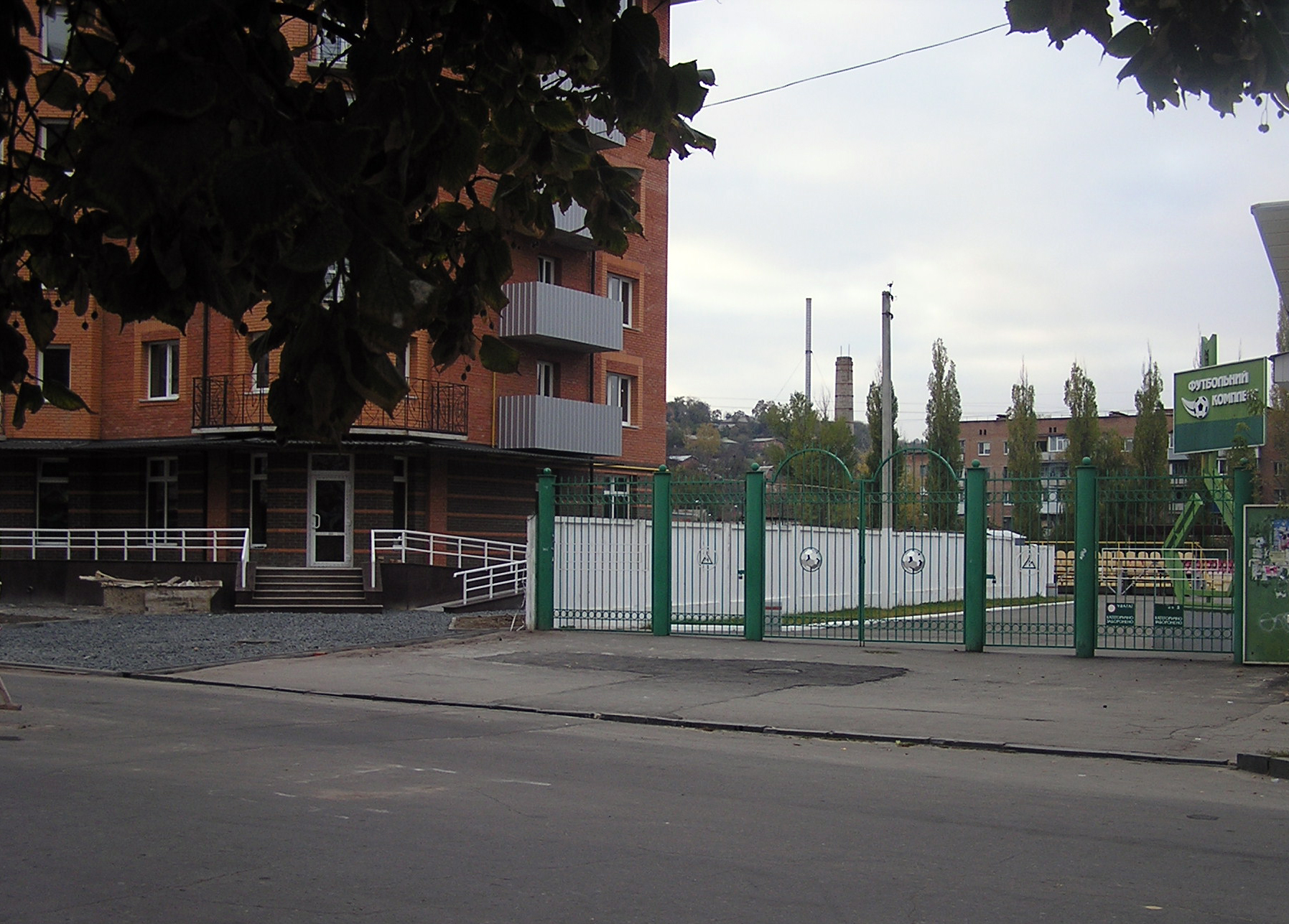
Вхід на стадіон «Локомотив»